# 木津川駅 (京都府)
木津川駅（きづがわえき）は、かつて京都府綴喜郡田辺町（現・京田辺市）にあった奈良電気鉄道線→近畿日本鉄道（近鉄）京都線の臨時駅である。富野荘駅 - 新田辺駅間に設置され、木津川の南側、新田辺車庫のやや北に位置していた。

## 概要
京都市は海から遠く、海水浴へ行こうにも長時間列車に揺られて日本海側や紀伊水道などへ向かう必要があった。そのため、琵琶湖と木津川に置かれた水泳場が人気を集めることになった。
近鉄京都線の前身となる奈良電気鉄道は、1929年（昭和4年）に木津川におよそ3.3万平方メートルに及ぶ水泳場が開設されたのに伴い、同社線が川を渡って直ぐの所に仮設ホームを設け、水泳場へのアクセス機関とした。駅の性格から夏季のみ開設される臨時駅であり、一時は常設駅となったことがある。戦時中は廃止されたが、戦後すぐに復活した。
最盛期の1955年度（昭和30年度）には、年間約17万人もの人が電車使用でこの水泳場を訪れたという。
その後、プールなどの施設が各地にでき、水泳場の意義も薄れたことから、1965年（昭和40年）の閉園と共に駅も休止され、1974年（昭和49年）に正式廃止となった。

## 歴史
- 1929年（昭和4年）7月10日：水泳場の開設と共に開業。
- 1932年（昭和7年）11月23日：常設駅へ格上げ。
- 1945年（昭和20年）5月20日：休止。
- 1946年（昭和21年）10月1日：廃止。
- 1948年（昭和23年）7月1日：臨時駅として再開。
- 1963年（昭和38年）10月1日：奈良電気鉄道が近畿日本鉄道に合併。
- 1965年（昭和40年）8月23日：休止。
- 1974年（昭和49年）7月20日：廃止。

## 駅周辺

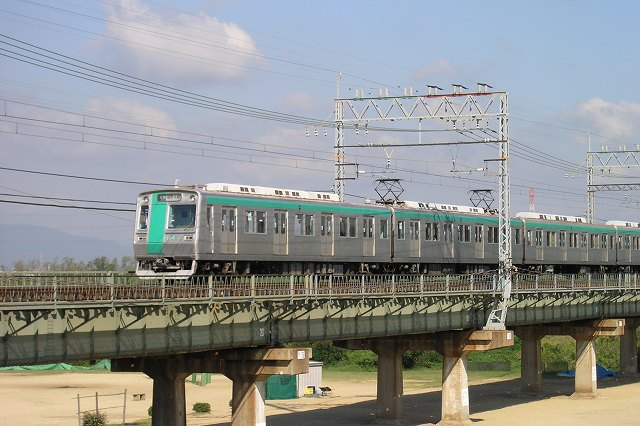
木津川橋梁を渡る京都市交通局10系電車（2005年10月）

駅跡付近には河川公園（運動公園）や水田がある。南へ下ると私立病院に至る。
- 田辺木津川運動公園[1]
- 田辺の浜船着場跡[2]
- 京都田辺記念病院
- 京都府道801号京都八幡木津自転車道線
- 近畿日本鉄道（近鉄）京都線木津川橋梁
- 木津川

## 現状
近畿日本鉄道（近鉄）京都線木津川橋梁の南側に歩行者・自転車用の踏切があったが、線路下を通る自転車道（京都府道801号線）が開通したため、現在は使用していない。また、駅や水泳場があった形跡を確認することはできない。

## 隣の駅
近畿日本鉄道
京都線
富野荘駅 - 木津川駅（臨） - 新田辺駅